# Troglohyphantes affirmatus
Troglohyphantes affirmatus este o specie de păianjeni din genul Troglohyphantes, familia Linyphiidae. A fost descrisă pentru prima dată de Simon, 1913.
Este endemică în Spania. Conform Catalogue of Life specia Troglohyphantes affirmatus nu are subspecii cunoscute.